# Millenium Hall

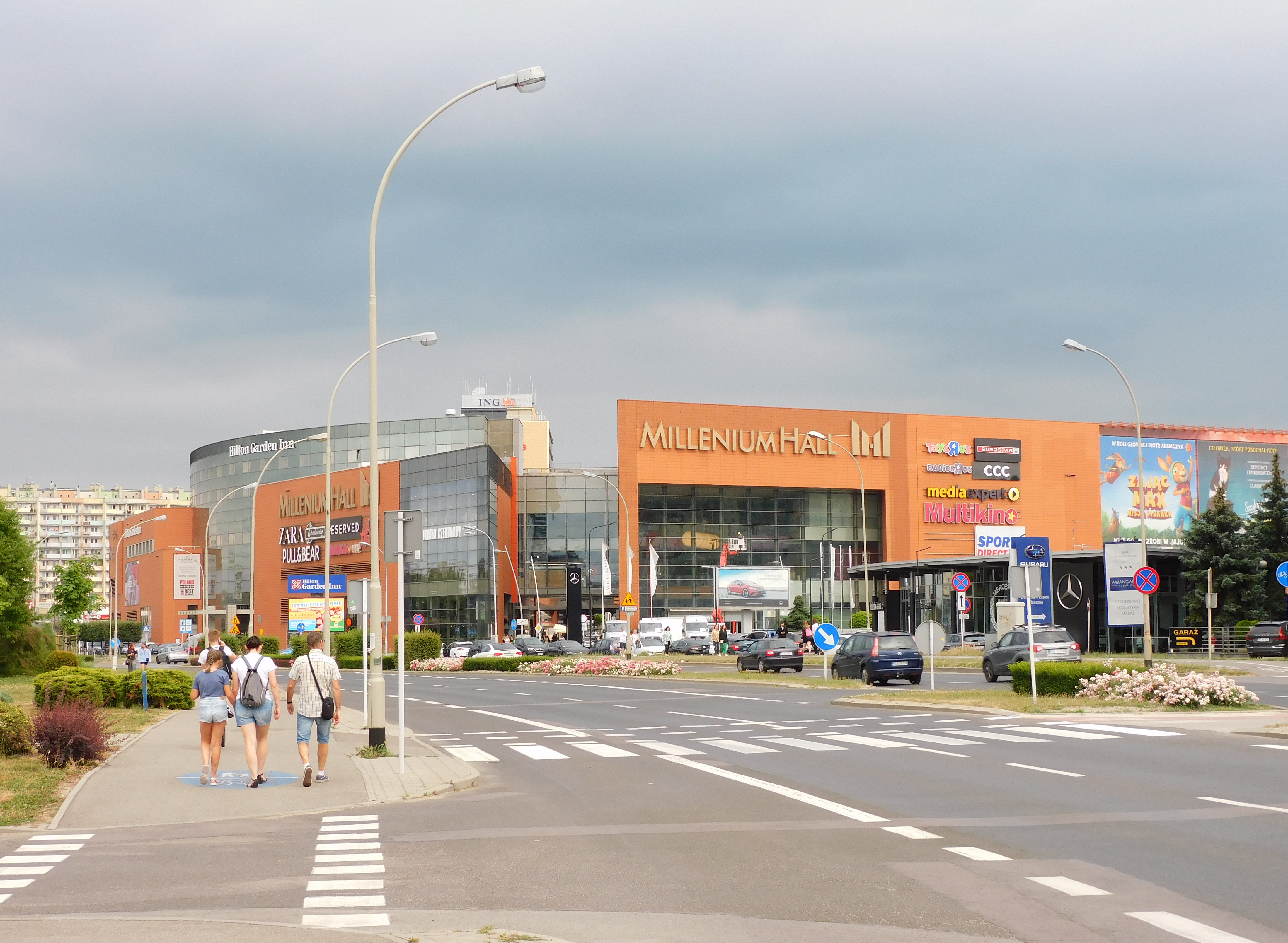
Widok na Millenium Hall z al. Kopisto (2022)

Millenium Hall – pierwsze na Podkarpaciu centrum kulturalno-handlowe znajdujące się w Rzeszowie przy ulicy Aleja Majora Wacława Kopisto.

## Opis obiektu
Budowa galerii Millenium Hall rozpoczęła się w maju 2006 roku a oficjalne otwarcie nastąpiło 15 października 2011 roku. 
Autorami projektu są architekci z pracowni Studio Archi 5, a inwestycja należy do Develop Investment, której prezesem jest Marta Półtorak.
Powierzchnia całkowita obiektu wynosi 108056 m², z czego 60000 m² to powierzchnia użytkowa a 56612 m² zajmuje część handlowo-usługowa, w której mieści się ponad 250 salonów różnych marek, w tym kawiarnie i restauracje, salony urody, klub fitness i centrum rozrywki dla dzieci. Na terenie obiektu znajduje się skwer Millenium, na którym organizowane są koncerty i pokazy. Ponadto, w centrum znajduje się hotel „Hilton Garden Inn Rzeszów” oraz kinowy multipleks „Multikino Rzeszów”.

## Wydarzenia
Na terenie obiektu miało miejsce wiele różnych wydarzeń, takich jak:
- koncerty popularnych osób: Sylwia Grzeszczak, Taco Hemingway, Maria Peszek, Natalia Szroeder, Otsochodzi, Sokół, PRO8L3M, Z.B.U.K.U, Michał Szczygieł, Sławomir, Kult, Natalia Nykiel, Beata Kozidrak i Bajm, Dawid Podsiadło, Sarsa, Gang Albanii, Bezczel, Lemon, Artur Rojek, Mela Koteluk, Edyta Bartosiewicz, Happysad, Kora, Monika Brodka, Dawid Kwiatkowski, Diox, Małpa, Onar, Miuosh, Marysia Starosta, Te-Tris, Bisz, Buka, Grubson, Pezet, Małolat, Rasmentalism, VNM, W.E.N.A, Jula, Mr. Pollack, Pectus
- zloty food trucków
- targi książek, wystawy, warsztaty oraz pokazy mody
- casting do programu Top Model
- występy i spotkania ze znanymi osobami: Joanna Jędrzejczyk, Mariusz Pudzianowski, Anja Rubik, Magda Gessler, Tomasz Kammel, Edyta Herbuś, Aneta Florczyk, Rafał Wilk, Ewa Minge, Magdalena Witkiewicz, Stefan Darda, Joanna Horodyńska, Janusz Kołodziej, Wiktor Lampart, Marek Cieślak, Ania Karwan, Dmitry Glukhovsky, DonGuralesko, Włodi, Nela Mała Reporterka, Maja Sablewska, Kamil Sipowicz, Lidia Miś, Tadeusz Rolke, Agnieszka Taborska, Jerzy Bralczyk, Marek Krajewski, Karolina Korwin-Piotrowska, Chris Niedenthal, Grzegorz Miecugow, Marek Przybylik, Piotr 'izak' Skowyrski oraz byli mistrzowie CS:GO - Virtus.pro i Natus Vincere